# Campellolebias
Campellolebias – rodzaj ryb karpieńcokształtnych z rodziny strumieniakowatych (Rivulidae).

## Klasyfikacja
Gatunki zaliczane do tego rodzaju:
- Campellolebias brucei
- Campellolebias chrysolineatus
- Campellolebias dorsimaculatus
- Campellolebias intermedius